# Beaucoups of Blues
| Recensione             | Giudizio     |
| ---------------------- | ------------ |
| AllMusic               | }            |
| Robert Christgau       | B            |
| Rolling Stone Magazine | non valutato |
| Hervè Bourhis          | }            |
| DeBaser                | }            |

Beaucoups of Blues è il secondo album solista di Ringo Starr, pubblicato nel 1970.

## Storia
Venne pubblicato il 25 settembre 1970 nel Regno Unito ed il 28 settembre negli States su etichetta Apple Records.
Il secondo album di Ringo prende origine dalle sessioni del disco All Things Must Pass dell'amico George Harrison. Il chitarrista Peter Drake rimase sorpreso della passione di Ringo per il country, ascoltando le cassette presenti sulla sua automobile, mentre il batterista lo accompagnava ad un aeroporto. I due discussero riguardo l'opportunità di fare un album di quel genere. Nonostante Ringo volesse registrarlo a Londra, fu convinto da Drake che la location giusta sarebbe stata Nashville, città del chitarrista, perché sapeva che sarebbe stato più veloce. Inoltre, quando il chitarrista disse all'ex-Beatle che contava di registrare l'LP in una settimana, il batterista rimase incredulo: pensava di impiegarci sei mesi, dato che era abituato, con i Beatles, a stare molto tempo a registrare, ma, quando Drake gli disse che Dylan ci era riuscito, riuscì a convincersi. Ringo prese un aereo dal London Airport per Nashville il 29 giugno; oltre che per registrare l'album, andò anche per discutere dei dettagli di una breve serie televisiva per le televisioni statunitensi di 12 puntate, che non venne mai realizzata.
Ringo Starr era un grande appassionato del country & western: prova di ciò era l'inclusione della cover di Act Naturally nell'album Help! dei Beatles, originariamente interpretata da Buck Owens. John Lennon affermò che a Liverpool erano arrivati prima il country, il folk ed il blues rispetto al rock & roll. Inoltre, la sua prima composizione, Don't Pass Me By, pubblicata sul White Album del 1968, ricorda molto il country, così come il primo pezzo del quale era co-firmatario, What Goes On, apparso su Rubber Soul del 1965. Starr in persona ha ammesso che, se non fosse entrato nei Beatles, probabilmente sarebbe diventato un musicista del genere, cosa condivisa da Pete Best, suo predecessore nei Fab Four.

## Composizione e registrazione
Peter Drake riuscì a trovare numerose canzoni composte da autori country, per Starr. Fra gli autori, Chuck Howard e Sorrels Pickard hanno suonato nell'LP, ambedue come chitarristi. Alla fine, Starr decise di registrarne 14, assieme a una jam session. L'unico brano non composto specialmente per lui apparso sul disco era Wine, Women, and Loud Happy Songs. Delle 14 canzone registrate, solo 12 sono state pubblicate: le outtakes sono Early 1970 e Coochy Coochy, rispettivamente futuri lati B dei singoli It Don't Come Easy e Beaucoups of Blues; la B-side di quest'ultimo durava in origine 28 minuti. La sopraccitata jam, assieme a Coochy Coochy, è apparsa sul disco come bonus track della ristampa. I brani furono registrati in soli due giorni, il 30 giugno ed il 1º luglio 1970, ai Music City Recorders Studios di Nashville, con alla produzione Drake e come fonico Scotty Moore, collaboratore di Elvis Presley. Vennero registrati i 15 brani sopraccitati. Inoltre, il bootleg della Vigotone Through Many Years contiene, fra il vario materiale di Starr ed Harrison, anche il brano The Wishing Book, anch'esso registrato durante queste sessioni. Lo stesso disco contiene anche la jam, intitolata Nashville Freak Out, e Stormy Weather, escluso dal disco Sentimental Journey. Per ogni brano, il batterista ha dovuto imparare il pezzo, allenarsi su di esso e poi cantarlo, sovraincidendo la sua voce sui cori dei Jordanaires, preregistrati, per non stonare. Il 2 luglio Ringo ritornò a casa con i nastri registrati.

## Pubblicazione
Il disco prende nome dalla title track Beaucoups of Blues. Le fotografie di copertina sono di Marshall Fallwell Jr., ed includono buona parte dei musicisti dell'album. Il design è invece di John Kosh. Fra le foto, ne spicca una in cui Starr suona, su una chitarra, un accordo di Do. Il disco, pubblicato dalla Apple con il numero di serie PAS 10002, non entrò in classifica in Gran Bretagna ed arrivò alla 65ª posizione negli States. Inoltre, negli Stati Uniti si classificò anche alla 35ª posizione della classifica country. Questo avvenne probabilmente per la delusione del precedente Sentimental Journey, arrivato alla 7ª posizione in patria ed alla 22ª negli USA. Negli Stati Uniti, la traccia Beaucoups of Blues, con al lato B Coochy Coochy, venne pubblicato su un 45 giri, che arrivò alla 87ª posizione nel paese. Il singolo doveva essere pubblicato anche in Gran Bretagna, ma alla fine non apparve nei negozi. Un'altra pubblicazione "mancata" è stata quella di altri "pezzi di Ringo registrati a Nashville": questo era stato annunciato dalla Apple, ma non avvenne fino all'agosto 1992, quando, in un'asta di Sotheby's a Londra, furono venduti due dischi a 12", intitolati Ringo in Nashville, con il logo della Apple Records, che presentavano un ordine diverso delle tracce, con alcuni inediti; in buona parte delle canzoni si sentivano i conteggi d'inizio ed altri rumori. L'unico brano ad apparire in una compilation è stato la title track, inclusa sia in Blast from Your Past del 1976 che in Photograph: The Very Best of Ringo del 2007.
Ringo disse che era un buon album. John Lennon, l'8 dicembre 1970, in un'intervista con Rolling Stone affermò che l'album era buono, e che non lo aveva imbarazzato come Sentimental Journey, ma che ugualmente non lo avrebbe comprato; riguardo ad All Things Must Pass di Harrison disse che era buono, ma che non era il genere di musica che ascoltava a casa, e che non andava oltre "per non offendere i sentimenti" del chitarrista, mentre ha giudicato l'album omonimo di Paul McCartney spazzatura. Hervé Bourhis, nel suo libro Il Piccolo Libro dei Beatles, l'ha considerato "per niente male" e "molto più interessante" del precedente; per il vignettista, è il secondo miglior disco di Ringo, dopo Time Takes Time del 1992. Charles Burton di Rolling Stone ha scritto una critica abbastanza positiva al disco, anche se ha affermato che alcune canzoni sono state cantate in un modo terribile, e si è incentrato sui brani $15 Draw e Silent Homecoming; riguardo al primo, ha detto che poteva diventare un successo di Ringo, ed ha lodato in particolar modo il riff di chitarra, ponendosi la domanda se sia stato suonato da Starr o da Jerry Reed. Su Silent Homecoming, invece, ha fatto la critica opposta: il testo parla di una ragazza in attesa del ritorno del fidanzato dalla guerra, ma lei non sa se il soldato sia vivo o morto. Il critico ha considerato troppo pesante la domanda finale, "doveva morire?", preceduta da alcuni versi che narrano del catafalco riempito di fiori; sebbene il batterista risponde negativamente, Burton ha ugualmente giudicato male il pezzo. Sia Burton che Drake hanno comparato Beaucoups of Blues con Nashville Skyline di Bob Dylan. Anche William Ruhlmann di AllMusic ha giudicato abbastanza positivamente il disco, ma ha affermato che la parte iniziale della discografia di Ringo sembrava più il batterista che si dilettava mentre i Beatles si stavano "dilatando", e come c'erano ottime probabilità che, dopo un album di cover di standard pop (Sentimental Journey) e questo di brani country, Starr potesse andare avanti con delle sue versioni di pezzi Motown.
L'album è stato ristampato su CD il 1º agosto 1995. La ristampa, pubblicata dalla Apple Records con il numero di serie CDPAS 10002, presenta un bel libretto di 12 pagine, contenente i testi dei brani, alcune fotografie ed una piccola presentazione scritta da Staffan Olander, e due bonus track:

## Tracce
Lato A
1. Beaucoups of Blues – 2:33 (Buzz Rabin)
2. Love Don't Last Long – 2:44 (Chuck Howard)
3. Fastest Growing Heartache in the West – 2:34 (Larry Kingston, Fred Dycus)
4. Without Her – 2:34 (Sorrells Pickard)
5. Woman of the Night – 2:21 (Sorrells Pickard)
6. I'd Be Talking All the Time – 2:10 (Chuck Howard, Larry Kingston)

Lato B
1. $15 Draw – 3:28 (Sorrels Pickard)
2. Wine, Women and Loud Happy Songs – 2:18 (Larry Kingston)
3. I Wouldn't Have You Any Other Way (feat. Jeannie Kendall) – 2:57 (Chuck Howard)
4. Loser's Lounge – 2:23 (Bobby Pierce)
5. Waiting – 2:55 (Chuck Howard)
6. Silent Homecoming – 3:54 (Sorrels Pickard)

### Ristampa su CD

#### Brani aggiuntivi
1. Coochy Coochy (lato B del singolo Beaucoups of Blues) – 4:44 (Richard Starkey)
2. Nashville Jam (jam inedita) – 6:38 (Chuck Howard, Sorrels Pickard, Jim Buchanan, Charlie Daniels, Pete Drake, D.J. Fontana, Buddy Harman, Junior Huskey, Ben Keith, Dave Kirby, Charlie McCoy, Jerry Reed, George Richey, Jerry Shook)

## Formazione
- Ringo Starr: voce, chitarra acustica, batteria
- Pete Drake: steel guitar a pedale
- Ben Keith: steel guitar
- Charlie Daniels: chitarra
- Sorrels Pickard: chitarra
- Jerry Reed: chitarra
- Dave Kirby: chitarra
- Jerry Kennedy: chitarra
- Jerry Shook: chitarra
- Buddy Harman: basso elettrico
- Roy Huskey Jr.: basso elettrico
- D.J. Fontana: batteria
- Jeannie Kendall: seconda voce su I Wouldn't Have You Any Other Way
- The Jordanaires: cori
- George Richey: violino
- Grover Lavender: violino
- Jim Buchanan: violino
- Charlie McCoy: armonica a bocca[1]